# Kofi Ansah
Pour les articles homonymes, voir Ansah.
 (juin 2024).
La mise en forme du texte ne suit pas les recommandations de Wikipédia : il faut le « wikifier ».
Les points d'amélioration suivants sont les cas les plus fréquents. Le détail des points à revoir est peut-être précisé sur la page de discussion.
- Les titres sont pré-formatés par le logiciel. Ils ne sont ni en capitales, ni en gras.
- Le texte ne doit pas être écrit en capitales (les noms de famille non plus), ni en gras, ni en italique, ni en « petit »…
- Le gras n'est utilisé que pour surligner le titre de l'article dans l'introduction, une seule fois.
- L'italique est rarement utilisé : mots en langue étrangère, titres d'œuvres, noms de bateaux, etc.
- Les citations ne sont pas en italique mais en corps de texte normal. Elles sont entourées par des guillemets français : « et ».
- Les listes à puces sont à éviter, des paragraphes rédigés étant largement préférés. Les tableaux sont à réserver à la présentation de données structurées (résultats, etc.).
- Les appels de note de bas de page (petits chiffres en exposant, introduits par l'outil «  Source ») sont à placer entre la fin de phrase et le point final[comme ça].
- Les liens internes (vers d'autres articles de Wikipédia) sont à choisir avec parcimonie. Créez des liens vers des articles approfondissant le sujet. Les termes génériques sans rapport avec le sujet sont à éviter, ainsi que les répétitions de liens vers un même terme.
- Les liens externes sont à placer uniquement dans une section « Liens externes », à la fin de l'article. Ces liens sont à choisir avec parcimonie suivant les règles définies. Si un lien sert de source à l'article, son insertion dans le texte est à faire par les notes de bas de page.
- La présentation des références doit suivre les conventions bibliographiques. Il est recommandé d'utiliser les modèles {{Ouvrage}}, {{Chapitre}}, {{Article}}, {{Lien web}} et/ou {{Bibliographie}}. Le mode d'édition visuel peut mettre en forme automatiquement les références.
- Insérer une infobox (cadre d'informations à droite) n'est pas obligatoire pour parachever la mise en page.

Pour une aide détaillée, merci de consulter Aide:Wikification.
Si vous pensez que ces points ont été résolus, vous pouvez retirer ce bandeau et améliorer la mise en forme d'un autre article.
Kofi Ansah, né le 6 juillet 1951 et décédé le 3 mai 2014, est un créateur de mode ghanéen. Il est considéré comme un pionnier dans la promotion des styles et du design africains modernes sur la scène internationale.

## Biographie
Ansah naît en 1951 dans une famille d'artistes, et son intérêt pour l'art et le design est encouragé par son père, photographe et musicien classique.
Ansah a étudié à la Chelsea College of Art and Design. En 1979, il obtient un diplôme spécialisé de première classe en design de mode et une distinction en technologie du design. Il  est marié à Nicola Ansah et père de l'acteur Joey Ansah, Ryan Ansah et Tanoa Sasraku-Ansah.

### Carrière artistique
Il se fait d'abord un nom en travaillant sur la scène de la mode britannique, faisant la une des journaux lors de l'obtention de son diplôme en confectionnant un haut en perles pour la Anne du Royaume-Uni. En 1992, il retourne au Ghana, où il crée et dirige la société à succès de design et de concepts créatifs.
Il est le fondateur et ancien président de la Fédération des designers africains,. La caractéristique de son style est  l'utilisation du matelassage, de la broderie.

## Prix et reconnaissances
Ansah remporte le prestigieux Ghana Quality Awards Diamond Division en octobre 2003, pour l'habillement et le textile avec Artdress Ltd, et son entreprise est lauréat Millennium 2000 African Fashion Awards.
Il a également imaginé et conçue  le tissu anniversaire pour célébrer le jubilé d’or de Ghana@50. Il a dessiné les costumes pour les cérémonies d'ouverture et de clôture de la Coupe d'Afrique des nations de football 2008 organisée au Ghana,, et en 2009, il est devenu le concepteur en chef du Festival de la mode et des arts africains (FAFA).
Il est honoré à titre posthume en novembre 2015 lors des ETV Ghana Fashion Awards pour son « immense contribution à l'industrie de la mode et au prestige de la nation ».